# Orhan Dikmen
M. Orhan Dikmen (* 29. September 1915; † 2. Dezember  (nach anderen Angaben: 3. Dezember) 2007 in Istanbul) war ein türkischer Wirtschaftswissenschaftler, Hochschullehrer und parteiloser Politiker, der unter anderem zwischen 1971 und 1972 Landwirtschaftsminister war.

## Leben
M. Orhan Dikmen besuchte das renommierte 1481 gegründete Galatasaray-Gymnasium und absolvierte im Anschluss ein Studium an der Fakultät für Wirtschaft und Recht der Universität Istanbul sowie der Universität von Paris. Er war Präsident der Studierendenvertretung der Wirtschaftswissenschaftlichen Fakultät und trat nach Abschluss seines Studiums 1939 als Assistent an die Fakultät für Wirtschaftswissenschaften der Universität Istanbul ein, an der er 1944 zum außerordentlichen Professor für Finanzwissenschaften berufen wurde. 1948 gehörte er zu den Gründungsmitgliedern des Türkischen Ökonomenverbandes TID (Türkiye İktisatçılar Derneği), dessen erster Präsident er war. 1955 übernahm er eine Professur als Inhaber des Lehrstuhls für Finanzwissenschaften an der Universität Istanbul und lehrte dort bis 1970. Er war zugleich von 1964 bis 1968 Mitglied des Senats der Universität Istanbul sowie zwischen 1966 und 1968 auch Dekan der dortigen Fakultät für Wirtschaftswissenschaften. Er lehrte zwischen 1963 und 1971 als Dozent an der Hochschule für Wirtschaft und Handel in Şişli (Şişli İktisat ve Ticaret Yüksek Okulu) und war von 1970 bis 1971 auch deren Rektor. 1970 wurde er Vorsitzender der Stiftung für Wirtschaftsforschung (İktisadî Araştırmalar Vakfı), die er ebenso wie die Stiftung des Finanzinstituts (Maliye Enstitüsü Vakfı) 1962 mitgegründet hatte.
Nachdem das Parlament am 12. März 1971 durch ein Memorandum des Generalstabschefs der Streitkräfte, General Memduh Tağmaç aufgefordert wurde, eine starke und unabhängige Regierung zu organisieren, übernahm Dikmen im Kabinett Erim I, der 33. türkischen Regierung, am 26. März 1971 den Posten als Landwirtschaftsminister (Tarım Bakanı) und bekleidete dieses Ministeramt vom 11. Dezember 1971 bis zum 22. Mai 1972 auch im Kabinett Erim II, der 34. Regierung,
Nach seinem Ausscheiden aus der Regierung lehrte Orhan Dikmen als Dozent für Steuerrecht am Institut für Betriebswirtschaftslehre sowie als Gastprofessor an der Universität Paris. Darüber hinaus war er in verschiedenen Funktionen bei Finanzdienstleistungsinstituten tätig wie zum Beispiel als Mitglied des Verwaltungsrats und des Kreditausschusses der Denizcilik Bankası, Yapı ve Kredi Bankası, VakıfBank und der Türkiye İmar Bankası sowie im Geldkredit- und Bankprogramm der Bankenverbandes TBB (Türkiye Bankalar Birliği). In der Wirtschaft übernahm er ebenfalls zahlreiche Funktion und war Vorstandsmitglied von Unternehmen wie Transtürk Holding, Anadolu Çimento, Türk Pirelli und Robert Bosch Türk. Des Weiteren war er Berater des Generalmanager der Denizcilik Bankası, der Industrie- und Handelskammer Istanbul sowie der Türkiye Odalar ve Borsalar Birliği TOBB (Türkiye Odalar ve Borsalar Birliği). Auch auf internationaler Ebene engagierte er sich in verschiedenen Institutionen und Organisationen und war unter anderem Vizepräsident des Institute of International Finance IIF und der Ligue Européenne de Coopération Economique LECE. Er wurde Ehrenbürger der japanischen Stadt Shimonoseki sowie Offizier des französischen Ordre national du Mérite.

## Veröffentlichungen
- Asgari Geçim İndirimi (dt. Mindestunterhaltsbeihilfe), 1956
- Türkiye|de Tasarruf Bonoları (dt. Sparrechnungen in der Türkei), 1965
- Muamele Vergileri, Vasıtalı Vergiler, Maliye Dersleri (dt. Transaktionssteuern, indirekte Steuern, Finanzunterricht), 1969
- Özel Yüksek Okullar meselesi (dt. Ausgabe privater weiterführender Schulen), 1971
- Dünya Çay Üretiminde Yeni Gelişmeler (dt. Neue Entwicklungen in der weltweiten Teeproduktion), 1986
- Dünyada Çay Üretimi Ticareti ve Tüketimi (dt. Welthandel mit Teeproduktion und Verbrauch), 1986